# Joey Browner
Joey Matthew Browner (Warren, 15 maggio 1960) è un ex giocatore di football americano statunitense che ha giocato nel ruolo di strong safety per i Minnesota Vikings ed i Tampa Bay Buccaneers della National Football League (NFL). Scelto come 19º assoluto al Draft NFL 1983, Browner aveva in precedenza giocato a football presso la University of Southern California.

## Carriera universitaria
Dopo aver frequentato nei primi due anni la Western Reserve High School nella sua città natale, Warren, ed in seguito la Southwest High School ad Atlanta, per Browner si andava delineando un futuro da Fighting Irish presso l'Università di Notre Dame nella quale avevano giocato anche i fratelli Ross (vincitore con la maglia dei Fighting Irish dell'Outland Trophy e del Lombardi Award), Jim e Willard. Tuttavia la voglia di Joey di non vivere all'ombra del cognome di famiglia e di seguire una propria carriera sportiva, lo spinsero a scegliere una delle storiche avversarie di Notre Dame, la University of Southern California.
John Robinson, allora allenatore della squadra di USC, i Trojans, lo trasformò da wide receiver a defensive back e divenne il suo mentore sia sportivo che affettivo (Browner perse il padre all'età di 15 anni). Ad USC inoltre, aveva davanti i futuri All-Pro Ronnie Lott e Dennis Smith i quali, come affermò Browner stesso, "Mi insegnarono a fare marcia indietro, mi impedivano di andare avanti ogni volta che gli avversari dicevano 'hike' (termine con cui viene colloquialmente indicato lo snap)".
Ritenuto uno dei migliori prodotti di USC, membro di una classe ricca di campioni assoluti di questo sport come il runningback Marcus Allen e l'offensive tackle Anthony Muñoz oltre allo stesso Lott, Browner fu uno dei pochi Trojans che sconfissero gli storici rivali di Notre Dame per 4 anni consecutivi e disputò il primo incontro da titolare al termine della sua stagione da freshman nel Rose Bowl vinto da USC per 17-10 sui Michigan Spartans, successo bissato anche l'anno seguente quando i Trojans ebbero ragione degli Ohio State Buckeyes per 17-16. In quel medesimo anno USC vinse anche il Pac-10 Championship Game, mentre perse l'anno seguente per 26-10 il Fiesta Bowl contro i Penn State Nittany Lions. Nell'ultimo anno ad USC fu eletto capitano della difesa e disputò la sua annata migliore chiudendo la stagione con 74 tackle, 10 passaggi deviati e 4 intercetti di cui 2 ritornati in touchdown che gli valsero il titolo di MVP degli USC Trojans e l'inserimento nel First-Team All-Pac 10, ma non disputò alcun Bowl a causa di sanzioni comminate dall'NCAA alla sua squadra. Browner chiuse i suoi 4 anni nell'università californiana con un bilancio finale di 44 partite disputate, 243 tackle, 38 passaggi deviati, 9 intercetti e 2 touchdown.

### Vittorie e premi

#### Università
- Rose Bowl: 2

USC Trojans: 1979, 1980
- Pac-10 Championship Game: 1

USC Trojans: 1979

#### Individuale
- First-Team All-Pac 10: 1

1982
- Mike McKeever Memorial Award - USC Trojans MVP: 1

1982

## Carriera professionistica
Selezionato dai Minnesota Vikings come 19ª scelta assoluta al Draft NFL 1983 (primo defensive back selezionato al primo giro dalla franchigia del Minnesota ed unico safety sino al 2012, quando venne selezionato come 29º assoluto Harrison Smith), uno dei più ricchi di sempre a livello di talenti (il 1983 fu noto come "l'Anno dei Quarterback" vista l'eleggibilità di giocatori del calibro di John Elway, Dan Marino e di Jim Kelly ma vennero selezionati tra gli altri anche Eric Dickerson, Richard Dent, Darrell Green, Bruce Matthews), Browner fu inizialmente provato dallo staff degli allenatori nel ruolo di cornerback ma ben presto ci si accorse che poteva rendere molto di più come strong safety, dando il suo apporto tanto contro il gioco aereo quanto contro i portatori di palla e, nonostante il fatto che durante i suoi primi due anni con la maglia dei Vikings fu relegato al ruolo di riserva (prese parte a tutti e 32 gli incontri di stagione regolare ma solo 9 volte scese in campo come titolare), riuscì comunque a mettere a segno 3 sack, 3 intercetti e a recuperare ben 7 fumble. E fu proprio nel 1984 che Browner, recuperando un fumble commesso dal running back dei San Diego Chargers Pete Johnson e ritornandolo in touchdown per 63 yard, mise a segno la prima marcatura in carriera.
L'anno seguente divenne titolare inamovibile della formazione giallo-viola e, grazie a prestazioni come quella di settimana 1, quando recuperò ben 3 fumble contro i San Francisco 49ers campioni in carica della lega che la stagione precedente avevano perso solo 12 fumble durante la stagione regolare, o come quella di settimana 2, quando mise a segno per la prima volta in carriera un intercetto ritornato in touchdown per 15 yard, riuscì ad ottenere la prima di ben 6 convocazioni consecutive al Pro Bowl, contribuendo con un altro intercetto ritornato in touchdown per 48 yard alla vittoria per 28-24 della NFC sulla AFC.
Nel 1986 il numero di intercetti messi a segno durante la stagione regolare salì a 4 e uno di essi, messo a segno ai danni del quarterback dei Detroit Lions Eric Hipple, ritornato in touchdown per 39 yard, fu la terza marcatura consecutiva in altrettante stagioni. Quell'anno Browner guidò la difesa dei Vikings in tackle così come nel 1987, la stagione in cui più che in altre andò vicino alla finale del Super Bowl, sconfitto assieme alla sua squadra proprio da quei Washington Redskins futuri campioni del mondo, che perdendo ai tempi supplementari al Metrodome (Browner contribuì alla vittoria mettendo a segno il 6º intercetto stagionale), regalarono il mese precedente ai Vikings l'accesso a playoff. Quell'anno arrivò per Browner anche il primo di 4 inserimenti consecutivi nelle formazioni All-Pro.
Nel 1988 Minnesota tornò nuovamente ai playoff grazie soprattutto all'apporto della difesa, di cui Browner era elemento cardine, che quell'anno si classificò prima nella NFL in total defense. Nel primo turno dei playoff i Vikings ospitarono al Metrodome i malcapitati Los Angeles Rams, vittime di turno di quella che forse fu la miglior partita in carriera di Joey: in appena 8'28" di gioco mise a segno un intercetto in una situazione di terzo down&17 sulla linea delle 30 yard dei Vikings e quindi un secondo intercetto questa volta sulla linea delle 17 yard dei Rams. In entrambe le occasioni nel drive successivo i Vikings andarono in touchdown portandosi su un parziale di 14-0 che gli ospiti non riuscirono mai a recuperare. Come se non bastasse, Browner mise a referto anche l'unico sack dei Vikings della partita, che pose fine ad un drive che avrebbe altrimenti consentito ai Rams di portarsi in situazione di momentanea parità. A fine partita, John Robinson, il suo amato capo-allenatore ad USC e ironia della sorte proprio capo-allenatore di quei Los Angeles Rams, disse: "Ritengo che Joey Browner sia il miglior giocatore della lega e credo che lo abbia dimostrato quest'oggi". Nel turno successivo Browner mise a segno ancora un altro intercetto questa volta ai danni del grande quarterback dei 49ers Joe Montana ma non poté fare nulla questa volta per evitare alla sua squadra una pesante sconfitta (nuovamente contro i futuri vincitori del Super Bowl) che ancora una volta pose fine al sogno del trionfo finale.
Nel 1989 Minnesota tornò alla vittoria del titolo di division a distanza di 9 anni dall'ultima affermazione, ancora una volta guidata dalla difesa numero 1 della lega, cui Browner diede il suo apporto con 1 sack e 5 intercetti. Il cammino ai playoff fu comunque di breve durata e già al secondo turno dovettero inchinarsi per la terza stagione consecutiva ai futuri campioni del mondo, per il secondo anno consecutivo i 49ers di Joe Montana. Il 1990 fu probabilmente la stagione migliore di Browner che fece registrare il suo miglior risultato relativo ad una singola stagione in sack (3), intercetti (7), e yard intercettate ritornate (103) oltre a mettere a segno il 4º ed ultimo touchdown in carriera contro i Denver Broncos, ma la squadra andò male terminando ultima nella NFC Central, mancando l'accesso ai playoff dopo tre stagioni. A fine anno, per questa sua rilevante stagione, fu inserito per l'ultima volta in carriera nel First Team All-Pro e ricevette l'ultima convocazione per il Pro Bowl. Nel 1991 mise a referto altri 5 intercetti per un guadagno complessivo di 97 yard ma un infortunio ai nervi della spalla destra secondo i Vikings lo rese troppo debole per giustificare il contratto milionario che lo legava alla franchigia del Minnesota e così, svincolato in estate prima del training camp, si trasferì ai Tampa Bay Buccaneers che gli offrirono un contratto migliore di quello propostogli da Atlanta Falcons, Indianapolis Colts e Kansas City Chiefs, le altre squadre a lui interessate. Tuttavia dopo una sola stagione in cui collezionò appena 7 presenze decise di ritirarsi.
Browner chiuse la sua carriera coi Vikings con un totale di 1.098 tackle combinati tra difesa e special team (rispettivamente 987 e 111), 9,5 sack, 18 fumble forzati (in ognuna di queste quattro categorie risulta essere il miglior defensive back nella storia della franchigia) e 37 intercetti (4º miglior risultato per un Viking in generale). Con i suoi 6 Pro Bowl di fila disputati, è il defensive back della franchigia col maggior numero di convocazioni nell'All-Star game assieme a Paul Krause. Browner, conosciuto per il suo stile aggressivo e la propensione per le grandi giocate, descritto dal grande Barry Sanders come "l'unico avversario che evitavo sempre", agli inizi degli anni '90 fu inserito dalla Pro Football Hall of Fame nella formazione ideale della NFL degli anni 1980 e a fine carriera fu nominato per ben 9 volte (l'ultima delle quali nel 2013 valida per la classe del 2014) per l'induzione nella Hall of Fame di Canton, senza tuttavia mai essere né finalista né tantomeno indotto. A tal proposito Ronnie Lott disse: "Non riesco a capire perché Joey non sia ancora nella Hall, potrebbe competere con qualsiasi giocatore del passato e del presente attualmente (indotto) nella Hall". Per questi suoi meriti fu costantemente inserito nelle formazioni e nelle liste dei migliori Vikings di sempre e il 9 agosto 2013 fu designato come il 21º ex-giocatore, allenatore, dirigente o membro dello staff della franchigia ad essere indotto nel Ring of Honor dell'organizzazione. La cerimonia di induzione ebbe luogo domenica 27 ottobre al Metrodome, durante l'intervallo della sfida tra Green Bay Packers e Minnesota Vikings.

## Record

### Record NFL
- Maggior numero di fumble avversari recuperati in una gara: 3 (in Minnesota Vikings vs San Francisco 49ers, 8/Set/1985) (condiviso)

### Record dei Vikings
- Maggior numero di stagioni alla guida della squadra in intercetti: 4 (1987, 1989-91) (condiviso)
- Maggior numero di stagioni consecutive alla guida della squadra in intercetti: 3 (1989-91) (condiviso)
- Maggior numero di touchdown su intercetto in carriera: 3 (1983-91) (condiviso)
- Maggior numero di tackle messi a segno negli special team in una stagione: 38 (1989)

### Record del Pro Bowl
- Maggior numero di intercetti ritornati in touchdown in una singola edizione: 1 (1986) (condiviso)

## Palmarès

### Individuale
- Convocazioni al Pro Bowl: 6

1985, 1986, 1987, 1988, 1989, 1990
- First Team All-Pro: 4

1987, 1988, 1989, 1990
- First Team All-NFC: 4

1987, 1988, 1989, 1990
- Second Team All-NFC: 1

1985
- Difensore del mese della NFC: 1

novembre 1990
- NFL Alumni Association Defensive Back dell'Anno della NFL: 1

1988
- SN Defensive Back dell'Anno della NFL: 1

1988
- FD Defensive Back dell'Anno della NFL: 1

1988
- Formazione ideale della NFL degli anni 1980
- Minnesota Vikings Ring of Honor (Classe del 2013)
- Squadra ideale del 40º anniversario dei Minnesota Vikings
- I 50 più grandi Vikings
- Squadra ideale del Mall of America Field

## Statistiche
Fonte: NFL.com
| Statistiche in carriera | Statistiche in carriera | Statistiche in carriera | Sack | Intercetti | Intercetti | Intercetti | Altro  | Altro | Altro  |
| Anno                    | Squadra                 | Gare                    | Sack | Int        | Yard       | TD Int.    | Fum F. | PD    | Safety |
| ----------------------- | ----------------------- | ----------------------- | ---- | ---------- | ---------- | ---------- | ------ | ----- | ------ |
| 1983                    | Minnesota Vikings       | 16                      | 2    | 2          | 0          | 0          | 0      | 0     | --     |
| 1984                    | Minnesota Vikings       | 16                      | 1    | 1          | 20         | 0          | 0      | 0     | 0      |
| 1985                    | Minnesota Vikings       | 16                      | 1    | 2          | 17         | 1          | 0      | 0     | 0      |
| 1986                    | Minnesota Vikings       | 16                      | 0,5  | 4          | 62         | 1          | 0      | 0     | 0      |
| 1987                    | Minnesota Vikings       | 12                      | 1    | 6          | 67         | 0          | 0      | 0     | --     |
| 1988                    | Minnesota Vikings       | 16                      | --   | 5          | 29         | 0          | --     | --    | --     |
| 1989                    | Minnesota Vikings       | 16                      | 1    | 5          | 70         | 0          | 0      | 0     | --     |
| 1990                    | Minnesota Vikings       | 16                      | 3    | 7          | 103        | 1          | 0      | 0     | 0      |
| 1991                    | Minnesota Vikings       | 14                      | 0    | 5          | 97         | 0          | 0      | 0     | --     |
| 1992                    | Tampa Bay Buccaneers    | 7                       | 0    | --         | --         | --         | --     | 0     | --     |
| Carriera                |                         | 145                     | 9,5  | 37         | 465        | 3          | 0      | 0     | 0      |

N.B.: le statistiche relative ai tackle non sono disponibili prima del 2001

## Famiglia
I fratelli di Browner, Jimmie, Ross e Keith, hanno giocato tutti nella NFL.